# Angelo Guasco
Angelo Guasco fue un deportista italiano que compitió en remo como timonel. Ganó tres medallas de bronce en el Campeonato Europeo de Remo de 1904.

## Palmarés internacional
| Campeonato Europeo | Campeonato Europeo | Campeonato Europeo | Campeonato Europeo |
| Año                | Lugar              | Medalla            | Prueba             |
| ------------------ | ------------------ | ------------------ | ------------------ |
| 1904               | París (Francia)    | Medalla de bronce  | Dos con timonel    |
| 1904               | París (Francia)    | Medalla de bronce  | Cuatro con timonel |
| 1904               | París (Francia)    | Medalla de bronce  | Ocho con timonel   |